# 東方之珠 (電視劇)
《東方之珠》是香港電視廣播有限公司製作的懷舊歌唱喜劇電視劇，此劇亦是無綫電視39週年台慶劇，由汪明荃、郭晉安及佘詩曼領銜主演，並由秦沛、關菊英、石修、陳山聰、陳敏之、方伊琪及黎諾懿聯合演出，監製唐基明。

## 演員表

### 三朵金花
| 演員           | 角色   | 暱稱／關係                                                                                                 |
| 李思欣（青年） | 金 燕  | 上海歌／三朵金花之一 鍾志仁之妻 羅帶弟之親母 朱小嬌、李玉鳳之好姊妹 朱玉蘭之師父 朱大吉之好友 許永康之契媽 |
| 汪明荃         | 金 燕  | 上海歌／三朵金花之一 鍾志仁之妻 羅帶弟之親母 朱小嬌、李玉鳳之好姊妹 朱玉蘭之師父 朱大吉之好友 許永康之契媽 |
| 陳自瑤（青年） | 朱小嬌 | 艺名黃鶯 三朵金花之一 朱大吉之妹 朱玉蘭之姑姐 許永康之母 金燕、李玉鳳之好姊妹 於第27集因胃癌而逝世         |
| 關菊英         | 朱小嬌 | 艺名黃鶯 三朵金花之一 朱大吉之妹 朱玉蘭之姑姐 許永康之母 金燕、李玉鳳之好姊妹 於第27集因胃癌而逝世         |
| 方伊琪         | 李玉鳳 | 艺名彩鳳 三朵金花之一 常昇之妻，後反目 常美麗之母 金燕、朱小嬌之好姊妹                                     |

### 朱家
| 演員           | 角色         | 暱稱／關係 |
| 秦 沛          | 朱大吉       | 朱玉蘭之父 朱小嬌之兄 許永康之舅父 金燕之好友 曾喜歡金燕                                                        |
| 陳自瑤（青年） | 朱小嬌       | 艺名黃鶯 朱大吉之妹 朱玉蘭之姑姐 許永康之母 參見三朵金花                                                        |
| 關菊英         | 朱小嬌       | 艺名黃鶯 朱大吉之妹 朱玉蘭之姑姐 許永康之母 參見三朵金花                                                        |
| 李美琪（少年） | 朱玉蘭／薰蘭 | 东方之珠之歌手 朱大吉之女 羅帶弟之女友 許永康之表姐 朱小娇之侄女 菲菲之针对对象 被菲菲、蕙音陷害 罗威之暗恋对象 |
| 佘詩曼         | 朱玉蘭／薰蘭 | 东方之珠之歌手 朱大吉之女 羅帶弟之女友 許永康之表姐 朱小娇之侄女 菲菲之针对对象 被菲菲、蕙音陷害 罗威之暗恋对象 |
| 黎諾懿         | 許永康       | James 朱小娇之子 朱大吉之侄子 朱玉兰之表弟 常美麗之男友                                                         |

### 东方之珠
| 演員           | 角色   | 暱稱／關係 |
| 石 修          | 常 昇  | 常少爷 东方之珠老板，实际上是非法走私 常美麗之父 李玉鳳之夫 菲菲之情夫，后反目 于第30集想杀害羅帶弟及羅威，但失败反而失足滑倒坠崖身亡                                 |
| 李日昇（少年） | 羅帶弟 | 大弟哥、小黑哥（扮印度人的時候） 藝名凌丰 “东方之珠”之前歌手 鍾志仁、金燕之子 朱玉蘭之男友 溫柔之好友 罗威之兄（无血缘关系） 許永康之契哥 洪杏娟之暗恋对象 被罗威陷害 |
| 郭晉安         | 羅帶弟 | 大弟哥、小黑哥（扮印度人的時候） 藝名凌丰 “东方之珠”之前歌手 鍾志仁、金燕之子 朱玉蘭之男友 溫柔之好友 罗威之兄（无血缘关系） 許永康之契哥 洪杏娟之暗恋对象 被罗威陷害 |
| 佘诗曼         | 朱玉蘭 | 艺名熏蘭 东方之珠艺员 参见朱家 |
| 陳山聰         | 羅 威  | 鑽石歌王、細弟哥、痴情歌王 东方之珠艺员 罗带弟之弟（无血缘关系），后反目，最后和好 暗恋朱玉兰 陷害罗带弟 于第29集杀害華龍 于第30集坠崖受伤，后及时苏醒承认杀害華龍    |
| 王若岚（童年） | 常美麗 | Carol 曾为东方之珠艺员 常昇、李玉鳳之女 許永康之女友 |
| 陳敏之         | 常美麗 | Carol 曾为东方之珠艺员 常昇、李玉鳳之女 許永康之女友 |
| 譚小環         | 菲 菲  | FiFi 寶島歌 东方之珠歌女 常昇之情妇，后反目 針對並陷害薰蘭 于第29集离开东方之珠                                                                                       |
| 趙靜儀         | 蕙 音  | 东方之珠歌女 陷害薰兰 |
| 高可慧         | 莉 莉  | Lily 东方之珠歌女 |
| 甄志強         | 李志超 | 沙塵超 東方之珠工作人員 |
| 江 漢          | 馮 三  | 東方之珠縫紉師父 |
| 余慕蓮         | 連 姐  | 東方之珠清潔工人 |

### 其他演員
| 演員   | 角色   | 暱稱／關係                                            |
| 朱咪咪 | 溫二妹 | 二妹姐 潘安之冤家                                     |
| 呂 珊  | 丁 玲  | 廟街歌手 照顧凌丰（小黑哥）                           |
| 陳丹丹 | 溫 柔  | 廟街歌手 对罗带弟有好感                               |
| 麥長青 | 華 龍  | 華探長 洪杏娟之夫 於第29集被罗威杀害                  |
| 羅浩楷 | 潘 安  | 安哥 溫二妹之冤家                                     |
| 康 華  | 洪杏娟 | 華龙之妻 暗恋罗带弟 於第16集跳楼自杀身亡              |
| 萧徽勇 | 阿 旺  | 朱玉兰之好友 名字影射《戆夫成龙》及《阿旺新传》的阿旺 |
| 陳 堃  | 福 榮  | 福頭 裁縫 馮三徒弟 凌丰、溫柔朋友                     |
| 江 暉  | 鍾志仁 | 仁哥 金燕之亡夫 罗带弟之父 白璐之鍾情对象 被常昇害死  |
| 罗 莽  | 龚 海  | 海哥 与常昇勾结 于第30集被罗带弟杀害                  |
| 余子明 | 區德根 | 荔德老闆                                              |
| 羅貫峰 | 區荔志 | 荔德太子爺 調戲朱玉蘭                                 |
| 黎彼得 | 申老闆 | 唱片公司老闆                                          |
| 王祖藍 | 馬偉明 | 申老闆之私生子 東方之星歌唱比賽內定冠軍               |
| 韓馬   | 白 璐  | Ms. Flamingo 金燕之情敌 年前时想陷害金燕但失足毁容    |
| 戴耀明 | 保 羅  | Paul                                                  |
| 殷 櫻  | 紫 瓊  | 夏菲歌手                                              |
| 曾泳琳 | 珍 珍  | 三小花珍寶珠                                          |
| 謝珊珊 | 寶 寶  | 三小花珍寶珠                                          |
| 黃卓慧 | 珠 珠  | 三小花珍寶珠                                          |
| 黃泆潼 | 紅 紅  | 夏菲歌手，後離開                                      |
| 王 青  | 溫 標  | 標哥 骗子                                             |
| 李家聲 | 吳念祖 | 冒認是金燕之子 串通溫標之人                           |
| 郭卓樺 | 花老師 |                                                       |
| 陳霽平 | 郭小瑩 |                                                       |
| 楊英偉 | 程 俊  |                                                       |
| 曾健明 | 阿 基  |                                                       |

## 歌曲（為《東》劇新創作）
- 東方之珠（國語版）
- 東方之珠（粵語獨唱版）
- 遙遙的祝勉
- 白雲天

## 經典金曲
- 卡門
- 鑽石
- 不了情
- 打噴嚏
- 扮皇帝
- 扮靚仔
- 夜上海
- 夜來香
- 哥仔靚
- 高山青
- 詐肚痛
- 尋夢園
- 雞公仔
- 南屏晚鐘
- 明日之歌
- 淚的小雨
- 相思河畔
- 榴槤飄香
- 賭仔自嘆
- 歡樂今宵
- 可愛的人生
- 如果沒有你
- 我有一段情
- 我找到自己
- 我要你的愛
- 奇妙的約會
- 香港靚女多
- 係唔係嘅啫
- 娜奴娃情歌
- 像霧又像花
- 綠島小夜曲
- 我一見你就笑
- 往事只能回味
- 說不出的快活
- 點解我鍾意你
- 世上只有媽媽好
- 只要為你活一天
- 姑娘十八一朵花
- 我的心裡沒有她
- 玫瑰玫瑰我爱你
- 梅蘭梅蘭我愛你
- 路邊的野花不要採
- 噢！我哋個打令
- Bye, Bye Love
- The Circle Game
- Kowloon Hong Kong
- More Than I Can Say
- One Way Ticket
- Oh Carol
- The End of the World

## 軼事
- 此劇是關菊英（時隔21年）回巢無綫電視的電視劇。
- 此劇是朱咪咪繼1998年至2004年《陀槍師姐系列》，再使用「二妹姐」做別名。
- 此劇是陳山聰是继《情牽百子櫃》、《律政新人王》、《酒店風雲》及《鳳凰四重奏》後第五度飾演反派。
- 此剧麥長青继《O記實錄II》、《壹號皇庭V》、《智勇新警界》及《陀枪师姐IV》后第五度饰演反派。

## 外部連結
- 無綫電視官方網頁 - 東方之珠